# 區楚翹
區楚翹（1924年7月16日—1970年4月22日），美國出生，自幼隨母親關影憐學習粵劇，並在美國登臺演出。曾與桂名揚結婚後離婚；後與舊金山黃姓商人結婚後離婚；在母親作媒下，與盧海天在1965年在美國結婚，後來離婚；1968年曾與趙姓男子熱戀，曾為錢銀轇轕自殺被救活。
在1970年4月22日於美國舊金山采臣街(Jackson Street)1839號住所，服食過量安眠藥自殺，送到舊金山東華醫院(Chinese Hospital, San Francisco)急救時，已經逝世。